# Veikko Hakulinen
Veikko Hakulinen (n. 4 ianuarie 1925, Lakhdenpokhsky District⁠(d), RSFS Rusă, URSS – d. 24 octombrie 2003, Valkeakoski, Länsi-Suomen lääni, Finlanda) a fost un schior de fond și biatlonist ce a reprezentat Finlanda, medaliat olimpic. A participat la 4 ediții ale Jocurilor Olimpice (1952, 1956, 1960, 1964) în care a câștigat 3 medalii de aur, 3 medalii de argint și o medalie de bronz.